# 柏林地鐵9號線
柏林地鐵9号線（德語：U-Bahnlinie 9）是德國柏林的一條地鐵路線。在冷戰時期，為了緩解西柏林的交通壓力，柏林地鐵9号線於1955年6月23日開始建設，開業於1961年8月28日，當時的名稱是柏林地鐵G線。